# Grand Prix automobile de Grande-Bretagne 1965
GP précédent GP suivant
Le Grand Prix de Grande-Bretagne 1965 (XVIIIth British Grand Prix), disputé sur le circuit de Silverstone le 10 juillet 1965, est la cent-trente-sixième épreuve du championnat du monde de Formule 1 courue depuis 1950 et la cinquième manche du championnat 1965.

## Contexte avant la course

### Le championnat du monde
Depuis 1961, la Formule 1 suit la réglementation 1 500 cm3 (dérivée de l'ancienne Formule 2 de la période 1957 à 1960). Initialement prévue pour une période de trois ans, la formule a été prolongée de deux années supplémentaires par la Commission sportive internationale, garantissant la stabilité technique jusqu'à fin 1965, alors que la saison 1966 inaugurera la Formule 1 «3 litres». La réglementation s'appuie sur les points suivants :
- interdiction des moteurs suralimentés
- cylindrée minimale : 1 300 cm3
- cylindrée maximale : 1 500 cm3
- poids minimal : 450 kg (à sec)
- double circuit de freinage obligatoire
- arceau de sécurité obligatoire (le haut du cerceau devant dépasser le casque du pilote)
- démarreur de bord obligatoire
- carburant commercial
- ravitaillement en huile interdit durant la course

Particulièrement malchanceux au cours de la deuxième demi-saison 1964, Jim Clark a abordé l'année 1965 avec un esprit de revanche et a imposé sa Lotus dans chacun des grands prix de championnat auxquels il a participé. Il a toutefois volontairement manqué le Grand Prix de Monaco (remporté par Graham Hill sur sa BRM) afin de participer aux 500 miles d'Indianapolis, une course qu'il a également dominée. Le pilote écossais abordera donc son épreuve nationale en tête du classement provisoire des pilotes, avec dix points d'avance sur Graham Hill et Jackie Stewart, la nouvelle recrue de l'équipe BRM.

### Le circuit

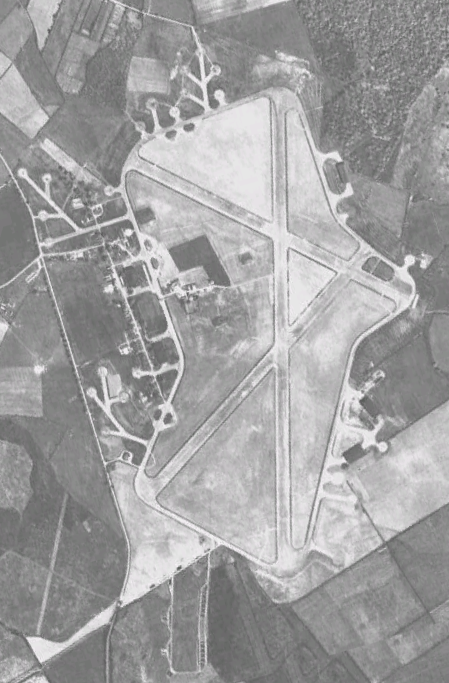
Tracé en 1948 sur le site de Silverstone, le circuit emprunte les voies d'accès aux pistes de l'ancienne base aérienne.

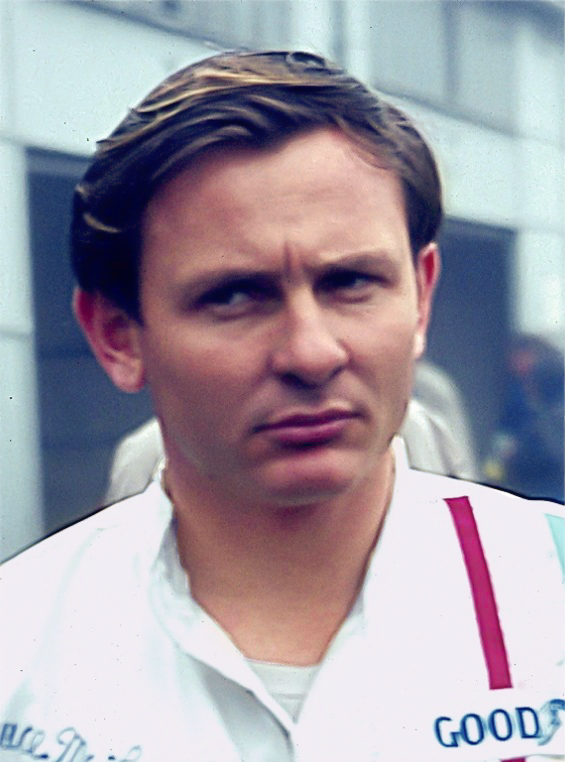
Chronométré à plus de 185 km/h de moyenne sur un prototype de sa construction, Bruce McLaren détient le record officiel de la piste.

À la fin de la Seconde Guerre mondiale, les principaux circuits britanniques en vogue dans les années 1930 étaient inutilisables : l'autodrome de Brooklands était totalement délabré, celui de Donington était réquisitionné par l'armée pour le stockage de véhicules et celui de Crystal Palace inutilisable sans d'énormes travaux de rénovation. Le comité sportif du Royal Automobile Club ne disposait pas des moyens financiers nécessaires pour la réalisation d'une nouvelle piste et rechercha un aérodrome désaffecté pour organiser en 1948 le premier Grand Prix de Grande-Bretagne d'après-guerre. La base RAF de Silverstone (à environ cent kilomètres au nord-ouest de Londres) fut alors préférée à celle de Snitterfield (Warwickshire), moins bien située. Mixant les voies d'accès et les pistes d'atterrissage, le premier tracé, développant près de six kilomètres, fut remanié l'année suivante, le nouveau parcours, jugé plus sûr, empruntant exclusivement les routes périphériques de la base. À l’occasion de l’épreuve inaugurale du championnat du monde des pilotes, en 1950, la chicane du «Club Corner» fut supprimée, et c'est depuis ce tracé de 4,7 kilomètres qui est retenu pour les courses organisées à Silverstone. Ayant accompli un tour à 185,1 km/h de moyenne au volant de sa McLaren M1A lors de la course de voitures de sport disputée en lever de rideau de l'International Trophy, Bruce McLaren est depuis quelques semaines le nouveau recordman officiel du circuit.

## Monoplaces en lice
- Ferrari 158 & 1512 "Usine"

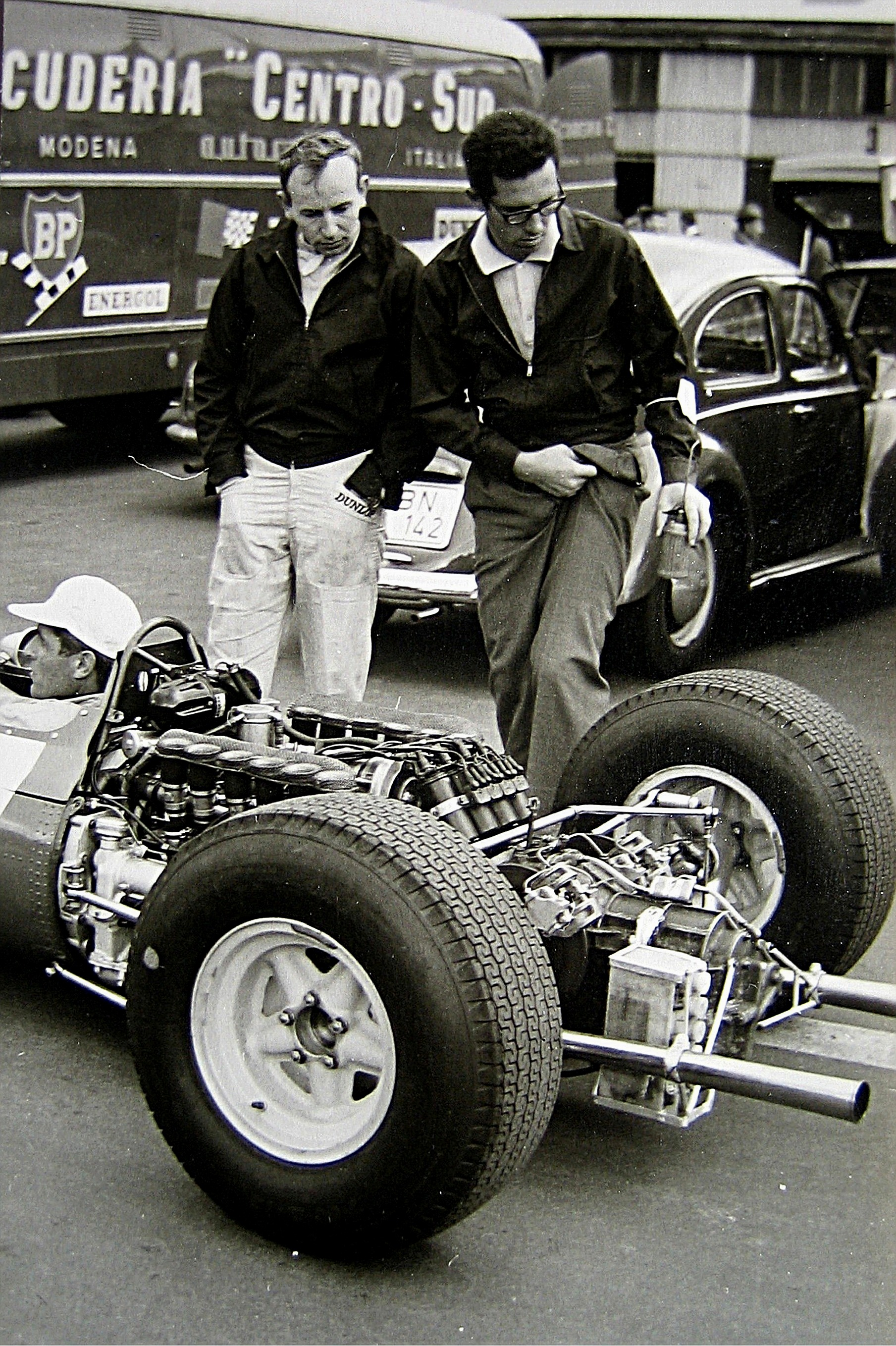
John Surtees, vu ici en compagnie de l'ingénieur Mauro Forghieri (à droite du document), pilotera pour la première fois en course la Ferrari 1512 à moteur douze cylindres.

John Surtees dispose, pour la première fois, de la 1512 à moteur douze cylindres à plat, exclusivement pilotée jusqu'alors par son coéquipier Lorenzo Bandini. Ce dernier sera donc au volant d'une des deux 158 à moteur V8, l'autre faisant office de mulet. Les deux modèles ont en commun leur structure monocoque, les suspensions, les freins à disques Dunlop (montés dans les roues à l'avant et «inboard» à l'arrière) et la boîte de vitesses longitudinale à cinq rapports. Alimenté par un système d'injection indirecte Lucas, le moteur de la 1512 délivre 220 chevaux à 11500 tr/min contre 210 chevaux à 11000 tr/min pour le V8, à injection directe Bosch. Plus courte de 2 cm et plus légère (468 kg à vide contre 475), la 158 se révèle la plus maniable des deux. Les Ferrari utilisent des pneus Dunlop.
- BRM P261 "Usine"

Graham Hill et Jackie Stewart utilisent leurs P261 habituelles, tandis que le mulet accidenté deux semaines auparavant à Clermont-Ferrand a été remplacé par un châssis plus ancien sur lequel ont été greffés les dernières évolutions de moteur, boîte de vitesses, suspensions et freins. Ces monoplaces à structure monocoque pèsent à peine plus de 450 kg à vide ; leur moteur V8, alimenté par un système d'injection indirecte Lucas, développe 210 chevaux à 11000 tr/min. Conçue en interne, la boîte dispose de six rapports. Le constructeur de Bourne a testé les pneus Goodyear en début d'année mais continue à faire confiance aux pneus Dunlop.
- BRM P57 privées

La Scuderia Centro Sud a amené deux de ses trois BRM P57, qui seront à disposition de Masten Gregory. Ces modèles dont la conception date de quatre ans ont un châssis multitubulaire et pèsent 475 kg. Leur moteur V8 a une puissance de l'ordre de 200 chevaux. Ces monoplaces utilisent toujours les anciennes jantes Dunlop de quinze pouces de diamètre (plus grandes et plus étroites que les jantes de treize pouces adoptées par tous les autres concurrents) et ne peuvent bénéficier des nouveaux types de pneus de la marque.
- Lotus 25 & 33 "Usine"

Jim Clark et Mike Spence piloteront leurs Lotus 33, bénéficiant également d'une 25C en réserve. Bien que de construction un peu plus ancienne, la 25C a reçu les dernières évolutions techniques (suspensions, capot arrière profilé) du modèle le plus récent. Ces monoplaces à structure monocoque pèsent 455 kg à vide et sont dotées d'un moteur V8 Climax FWMV à injection indirecte Lucas et d'une boîte de vitesses ZF à cinq rapports. Dans sa version MkIII à seize soupapes, le V8 Climax développe 205 chevaux à 9600 tr/min, mais l'équipe dispose également d'un des deux exemplaires MkIV construits par la motoriste de Coventry, avec culasse 32 soupapes. C'est cette version du V8, délivrant 213 chevaux à 10500 tr/min, qui est montée dans la monoplace de Clark. Le pilote écossais devra toutefois commencer les essais avec la voiture de réserve, la remise en état du V8 32 soupapes après la casse d'un arbre à cames aux essais du Grand Prix de France n'étant pas tout à fait terminée. Les Lotus officielles sont chaussées de pneus Dunlop.
- Lotus privées

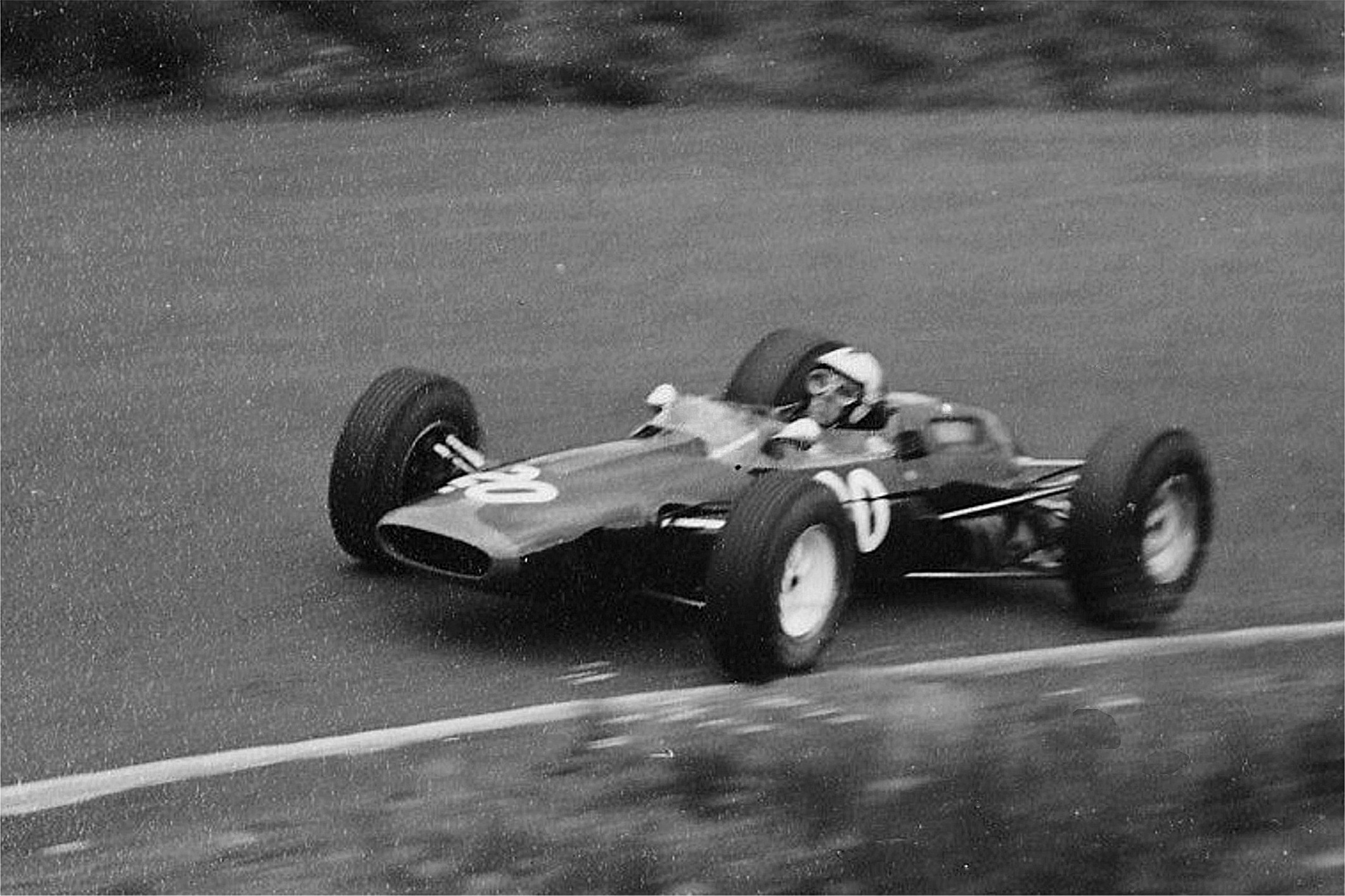
Une Lotus 25 à moteur BRM du Reg Parnell Racing.

Après son plongeon dans le port de Monaco en mai dernier sur la Lotus 33 à moteur V8 Climax appartenant à l'ancien pilote amateur Dickie Stoop, Paul Hawkins avait manqué plusieurs courses, la remise en état de la monoplace ayant pris plusieurs semaines. Le pilote australien devait effectuer sa rentrée à Silverstone mais la voiture a été de nouveau accidentée, cette fois par le mécanicien chargé de vérifier que tout était en ordre ! Hawkins a donc dû une nouvelle fois déclarer forfait. L'écurie Reg Parnell Racing avait initialement ses deux Lotus 25C à moteur V8 BRM (d'une puissance d'environ 200 chevaux) et à boîte de vitesses Hewland à cinq rapports pour Richard Attwood et Mike Hailwood, mais ce dernier a déclaré forfait et c'est finalement Innes Ireland qui sera au volant de la deuxième voiture. Le pilote privé Brian Gubby pilote quant à lui une ancienne Lotus 24 (à châssis multitubulaire) avec moteur V8 Climax. Tous utilisent des pneus Dunlop.
- Brabham BT7 & BT11 "Usine"

Les organisateurs britanniques ont autorisé Jack Brabham à engager une troisième voiture, l'Australien et son coéquipier habituel Dan Gurney étant épaulés pour la circonstance par Denny Hulme. Brabham et Gurney pilotent leurs Brabham BT11 attitrées, Hulme disposant d'une BT7 de construction un peu plus ancienne mais pratiquement identique aux modèles les plus récents. Ces trois monoplaces à châssis multitubulaire pèsent 460 kg à vide ; elles sont dotées d'un moteur V8 Climax à 16 soupapes et d'une boîte cinq vitesses Hewland. Le moteur 32 soupapes dont disposait Gurney au Grand Prix de France avait cassé lors des premiers tours et sa réfection n'est pas tout à fait terminée, le pilote américain espérant toutefois pouvoir en bénéficier le jour de la course. L'équipe Brabham est sous contrat avec Goodyear pour la fourniture de pneumatiques.
- Brabham privées

Comme lors des courses précédentes, Rob Walker engage une Brabham BT7 à moteur V8 Climax pour Joakim Bonnier et une BT11 à moteur V8 BRM pour Joseph Siffert, les deux monoplaces étant équipées d'une boîte six vitesses Colotti. John Willment aligne également une BT11 à moteur V8 BRM pour l'Australien Frank Gardner. Bob Anderson pilote son habituelle BT7 à moteur V8 Climax et Ian Raby a amené son ancienne Brabham BT3 (également motorisée par un V8 BRM), qu'il utilise habituellement dans les épreuves hors championnat, Chris Amon étant également inscrit sur cette voiture. Les Brabham des écuries privées utilisent des pneus Dunlop.
- Cooper T77 & T73 "Usine"

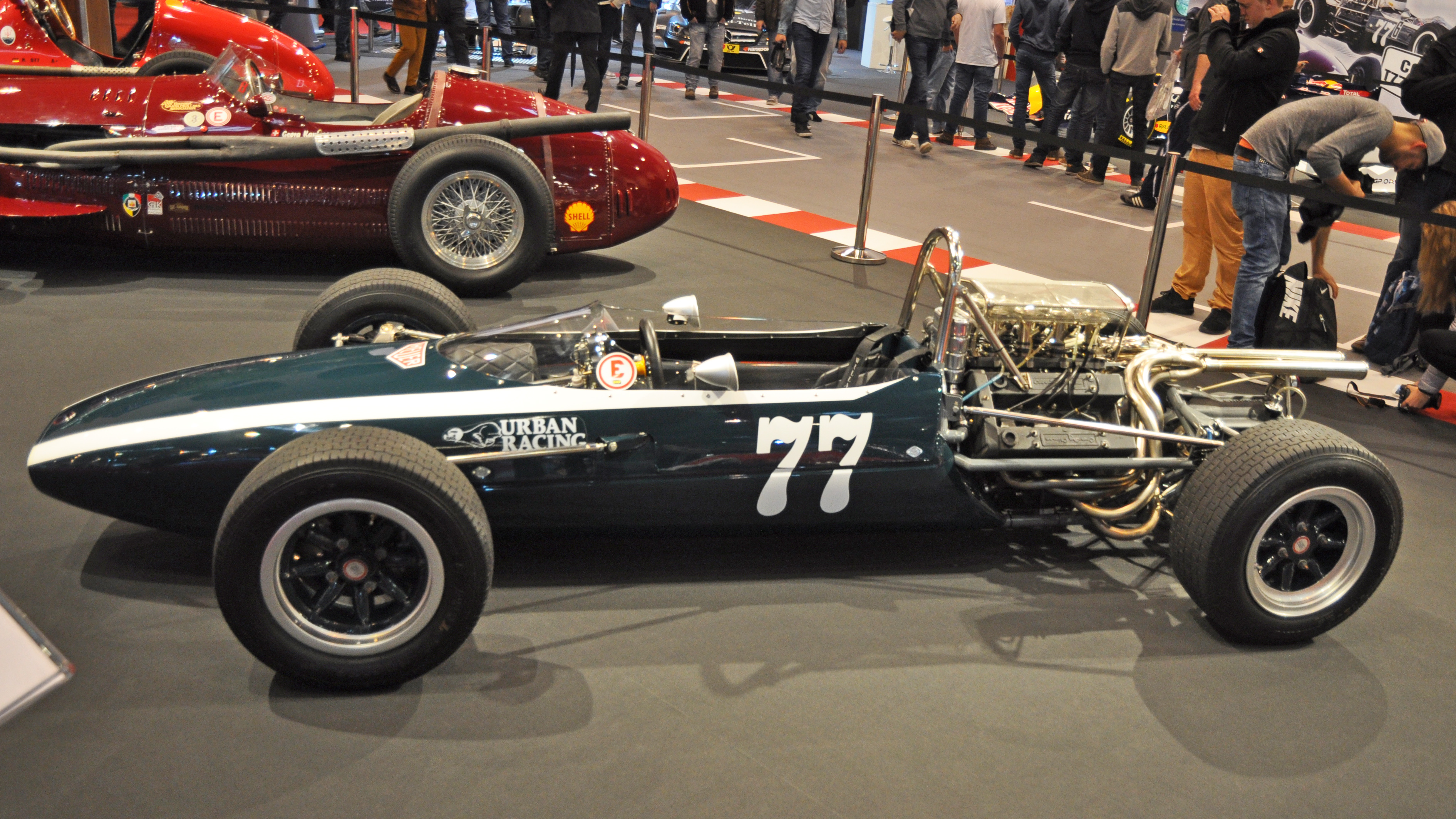
La Cooper T77, à moteur V8 Coventry Climax.

Face au manque de résultats de son équipe, John Cooper a récemment débauché un metteur au point des ateliers Jaguar, qui a effectué quelques ajustements sur les deux T77 à châssis multitubulaire et moteur V8 Climax à 16 soupapes de Bruce McLaren et Jochen Rindt. Le constructeur de Surbiton a également préparé une troisième voiture, une T73 de la saison précédente sur laquelle sera testée pour la première fois une boîte de vitesses Hewland à cinq rapports, les monoplaces de Surbiton étant habituellement équipées d'une boîte six vitesses conçue et réalisée en interne. Pesant 460 kg à vide, les Cooper utilisent des pneus Dunlop.
- Cooper privées

L'ancien coureur britannique Bob Gerard a engagé une Cooper T60 à moteur V8 Climax pour John Rhodes et une T71/73 (hybride d'une Formule 2 T71 et d'une T73), dotée d'un moteur Ford à quatre cylindres sur lequel a été greffé une culasse Cosworth, pour Alan Rollinson, ces deux pilotes faisant leur première apparition en championnat du monde.
- Honda RA272 "Usine"

Le constructeur japonais avait initialement engagé deux RA272 pour Richie Ginther et Ronnie Bucknum, mais a finalement décidé de se concentrer sur une seule voiture. Ginther est donc seul en lice, la monoplace de Bucnukm faisant office de mulet. Dotée d'une structure monocoque, la RA272 est mue par un moteur V12 placé en position transversale juste derrière le cockpit. Alimenté par un système d'injection intégré dans les tubulures et possédant une distribution à quatre soupapes par cylindre, il développe 230 chevaux à 12000 tr/min. Pesant environ 480 kg, la Honda est équipée d'une boîte de vitesses ZF à six rapports et de pneus Goodyear.

## Coureurs inscrits
| no | Pilote                  | Écurie                      | Constructeur | Modèle             | N° châssis   | Moteur                                                     | Pneumatiques |
| -- | ----------------------- | --------------------------- | ------------ | ------------------ | ------------ | ---------------------------------------------------------- | ------------ |
| 1  | John Surtees            | SpA Ferrari SEFAC           | Ferrari      | Ferrari 1512       | 1512/0007    | Ferrari 207 F12                                            | D            |
| 2  | Lorenzo Bandini         | SpA Ferrari SEFAC           | Ferrari      | Ferrari 158        | 158/0006     | Ferrari 205B V8                                            | D            |
| 3  | Graham Hill             | Owen Racing Organisation    | BRM          | BRM P261           | 2616         | BRM P60 V8                                                 | D            |
| 4  | Jackie Stewart          | Owen Racing Organisation    | BRM          | BRM P261           | 2617         | BRM P60 V8                                                 | D            |
| 5  | Jim Clark               | Team Lotus                  | Lotus        | Lotus 33 Lotus 25C | 33 R11 25 R6 | Coventry Climax FWMV MkIV V8 Coventry Climax FWMV MkIII V8 | D            |
| 6  | Mike Spence             | Team Lotus                  | Lotus        | Lotus 33           | 33 R9        | Coventry Climax FWMV MkIII V8                              | D            |
| 7  | Jack Brabham Dan Gurney | Brabham Racing Organisation | Brabham      | Brabham BT11       | F1-1-64      | Coventry Climax FWMV MkIII V8                              | G            |
| 8  | Dan Gurney              | Brabham Racing Organisation | Brabham      | Brabham BT11       | F1-2-64      | Coventry Climax FWMV MkIII V8 Coventry Climax FWMV MkIV V8 | G            |
| 9  | Bruce McLaren           | Cooper Car Company          | Cooper       | Cooper T77         | F1-2-65      | Coventry Climax FWMV MkIII V8                              | D            |
| 10 | Jochen Rindt            | Cooper Car Company          | Cooper       | Cooper T77         | F1-1-65      | Coventry Climax FWMV MkIII V8                              | D            |
| 11 | Richie Ginther          | Honda R&D Company           | Honda        | Honda RA272        | 272-3        | Honda RA272E V12                                           | G            |
| 12 | Masten Gregory          | Scuderia Centro Sud         | BRM          | BRM P57            | 5785         | BRM P56 V8                                                 | D            |
| 14 | Denny Hulme             | Brabham Racing Organisation | Brabham      | Brabham BT7        | F1-1-63      | Coventry Climax FWMV MkIII V8                              | G            |
| 15 | Joakim Bonnier          | Rob Walker Racing Team      | Brabham      | Brabham BT7        | F1-2-63      | Coventry Climax FWMV MkII V8                               | D            |
| 16 | Joseph Siffert          | Rob Walker Racing Team      | Brabham      | Brabham BT11       | F1-6-64      | BRM P56 V8                                                 | D            |
| 17 | Frank Gardner           | John Willment Automobiles   | Brabham      | Brabham BT11       | F1-4-64      | BRM P56 V8                                                 | D            |
| 18 | Bob Anderson            | DW Racing Enterprises       | Brabham      | Brabham BT11       | F1-5-64      | Coventry Climax FWMV MkII V8                               | D            |
| 19 | Paul Hawkins            | DW Racing Enterprises       | Lotus        | Lotus 33           | 33 R8        | Coventry Climax FWMV MkIII V8                              | D            |
| 20 | John Rhodes             | Bob Gerard Racing           | Cooper       | Cooper T60         | F1-17-61     | Coventry Climax FWMV MkII V8                               | D            |
| 21 | Mike Hailwood           | Reg Parnell Racing          | Lotus        | Lotus 25           | ?            | BRM P56 V8                                                 | D            |
| 22 | Richard Attwood         | Reg Parnell Racing          | Lotus        | Lotus 25C          | 25 R3        | BRM P56 V8                                                 | D            |
| 23 | Innes Ireland           | Reg Parnell Racing          | Lotus        | Lotus 25C          | 25 R7        | BRM P56 V8                                                 | D            |
| 24 | Ian Raby Chris Amon     | Ian Raby Racing             | Brabham      | Brabham BT3        | F1-1-62      | BRM P56 V8                                                 | D            |
| 25 | Alan Rollinson          | Bob Gerard Racing           | Cooper       | Cooper T71/73      | F1-3-64      | Ford 109E L4                                               | D            |
| 26 | Brian Gubby             | Privé                       | Team Lotus   | Lotus 24           | 24-943       | Coventry Climax FWMV MkII V8                               | D            |
| 70 | Graham Hill             | Owen Racing Organisation    | BRM          | BRM P261           | 2614         | BRM P60 V8                                                 | D            |
| 71 | John Surtees            | SpA Ferrari SEFAC           | Ferrari      | Ferrari 158        | 158/0005     | Ferrari 205B V8                                            | D            |
| 72 | Bruce McLaren           | Cooper Car Company          | Cooper       | Cooper T73         | F1-1-64      | Coventry Climax FWMV MkIII V8                              | D            |
| 73 | Richie Ginther          | Honda R&D Company           | Honda        | Honda RA272        | 272-2        | Honda RA272E V12                                           | G            |
| 74 | Masten Gregory          | Scuderia Centro Sud         | BRM          | BRM P57            | 5784         | BRM P56 V8                                                 | D            |
| 77 | Jim Clark Mike Spence   | Team Lotus                  | Lotus        | Lotus 25C          | 25 R6        | Coventry Climax FWMV MkIII V8                              | D            |

- Note : les numéros 70 à 77 ont été attribués aux voitures de réserve

## Qualifications
Trois séances qualificatives sont prévues, le jeudi matin, le jeudi après-midi et le vendredi matin précédant la course. Seront être admis au départ les pilotes dont le meilleur tour, à l'issue des trois sessions, sera dans une fourchette des cinq secondes par rapport à la troisième meilleure performance.

### Première séance - jeudi 8 juillet (matin)
Le temps est couvert lorsque les pilotes prennent la piste le jeudi matin pour une heure et demie d'essais, mais le revêtement est parfaitement sec. Sur la troisième Brabham d'usine, Denny Hulme se met rapidement en évidence en se montrant plus rapide que ses deux coéquipiers et signe un temps de référence à plus de 182,7 km/h de moyenne. John Surtees teste ses deux voitures et se montre plus rapide avec la version à douze cylindres qu'avec la version V8 ; il va améliorer le temps de Hulme, avec un tour à 184,3 km/h de moyenne, tenant longtemps le haut du tableau. Mais en fin de séance, Clark démontre une nouvelle fois sa supériorité, tournant à 185,7 km/h de moyenne au volant de sa Lotus. Il devance les deux BRM de Graham Hill et Jackie Stewart, qui battent de peu la performance de Surtees.
| Pos. | Pilote          | Écurie         | Temps        | Écart    |
| ---- | --------------- | -------------- | ------------ | -------- |
| 1    | Jim Clark       | Lotus-Climax   | 1 min 31 s 3 |          |
| 2    | Graham Hill     | BRM            | 1 min 31 s 8 | + 0 s 5  |
| 3    | Jackie Stewart  | BRM            | 1 min 31 s 9 | + 0 s 6  |
| 4    | John Surtees    | Ferrari        | 1 min 32 s 0 | + 0 s 7  |
| 5    | Lorenzo Bandini | Ferrari        | 1 min 32 s 7 | + 1 s 4  |
| 6    | Mike Spence     | Lotus-Climax   | 1 min 32 s 7 | + 1 s 4  |
| 7    | Denny Hulme     | Brabham-Climax | 1 min 32 s 8 | + 1 s 5  |
| 8    | Richie Ginther  | Honda          | 1 min 33 s 0 | + 1 s 7  |
| 9    | Dan Gurney      | Brabham-Climax | 1 min 33 s 2 | + 1 s 9  |
| 10   | Jochen Rindt    | Cooper-Climax  | 1 min 33 s 2 | + 1 s 9  |
| 11   | Jack Brabham    | Brabham-Climax | 1 min 33 s 3 | + 2 s 0  |
| 12   | Frank Gardner   | Brabham-BRM    | 1 min 33 s 4 | + 2 s 1  |
| 13   | Richard Attwood | Lotus-BRM      | 1 min 33 s 8 | + 2 s 5  |
| 14   | Bruce McLaren   | Cooper-Climax  | 1 min 34 s 0 | + 2 s 7  |
| 15   | Bob Anderson    | Brabham-Climax | 1 min 34 s 1 | + 2 s 8  |
| 16   | Joseph Siffert  | Brabham-BRM    | 1 min 34 s 2 | + 2 s 9  |
| 17   | Joakim Bonnier  | Brabham-Climax | 1 min 34 s 6 | + 3 s 3  |
| 18   | Masten Gregory  | BRM            | 1 min 35 s 9 | + 4 s 6  |
| 19   | Ian Raby        | Brabham-BRM    | 1 min 36 s 6 | + 5 s 3  |
| 20   | Chris Amon      | Brabham-BRM    | 1 min 36 s 9 | + 5 s 6  |
| 21   | Innes Ireland   | Lotus-BRM      | 1 min 38 s 2 | + 6 s 9  |
| 22   | John Rhodes     | Cooper-Climax  | 1 min 39 s 4 | + 8 s 1  |
| 23   | Alan Rollinson  | Cooper-Ford    | 1 min 40 s 0 | + 8 s 7  |
| 24   | Brian Gubby     | Lotus-Climax   | 1 min 45 s 1 | + 13 s 8 |

### Deuxième séance - jeudi 8 juillet (après-midi)
En fin d'après-midi, le temps est toujours couvert pour la deuxième session qualificative, d'une durée d'un heure, mais le vent est tombé. Avec pour enjeu la prime de 100 livres sterling offerte au pilote le plus rapide de la journée, les favoris tournent sans relâche et c'est finalement Hill qui va se montrer le meilleur, à 186,4 km/h de moyenne, devançant Clark d'un dixième de seconde. Stewart réalise la troisième performance du jour, à quatre dixièmes de son coéquipier, egalé en fin de séance par Surtees qui s'est cette fois montré plus rapide avec la Ferrari V8 qu'avec la version 12 cylindres. Auteur du cinquième meilleur temps à six dixièmes de seconde de Hill, Richie Ginther a pu démontrer les progrès accomplis par Honda, l'équipe japonaise ayant acquis en moins d'un an un haut niveau de compétitivité.

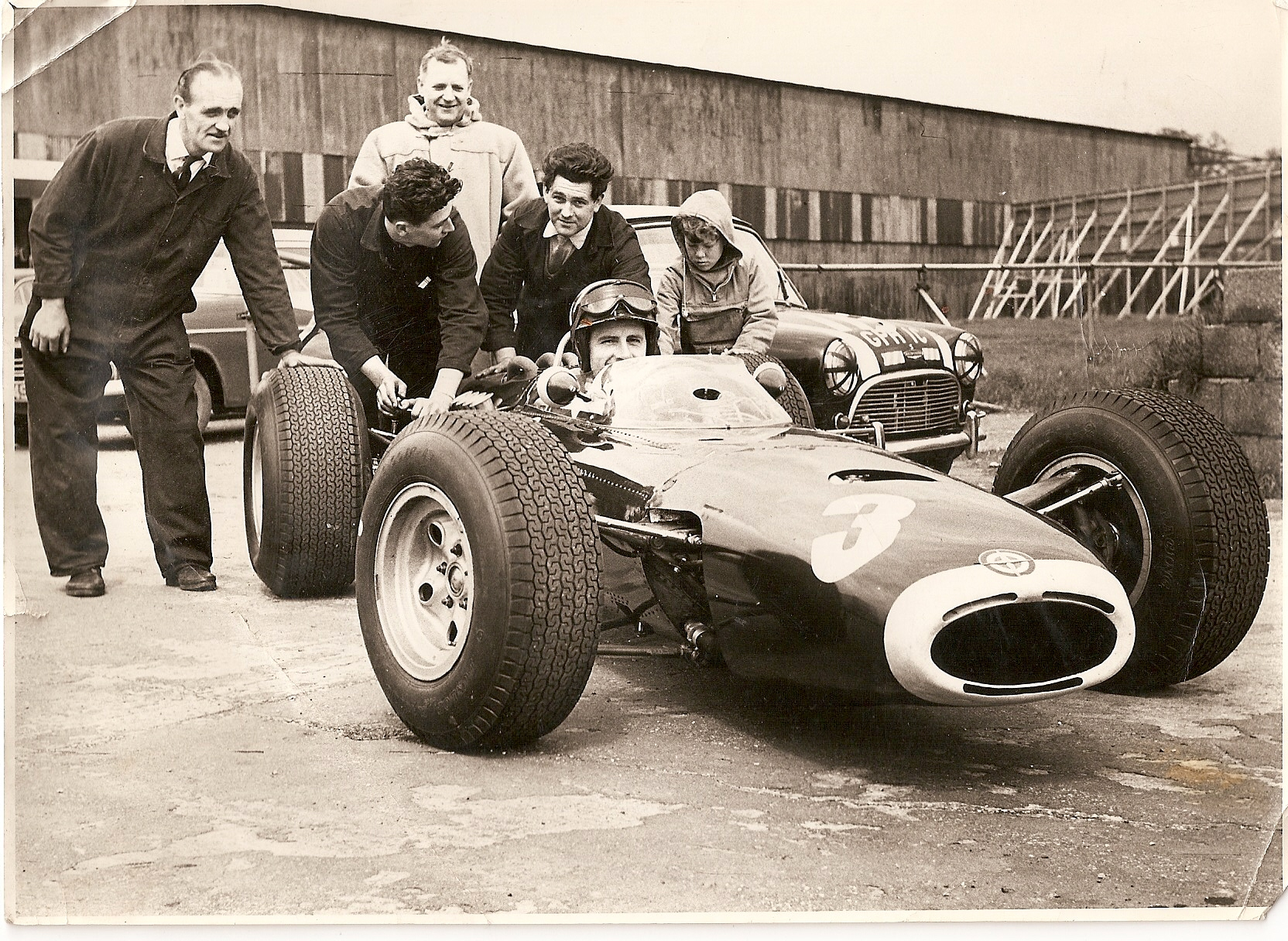
Au volant de sa BRM P261, Graham Hill s'est montré le plus rapide de la première journée d'essais.

| Pos. | Pilote          | Écurie         | Temps        | Écart    |
| ---- | --------------- | -------------- | ------------ | -------- |
| 1    | Graham Hill     | BRM            | 1 min 31 s 0 |          |
| 2    | Jim Clark       | Lotus-Climax   | 1 min 31 s 1 | + 0 s 1  |
| 3    | Jackie Stewart  | BRM            | 1 min 31 s 4 | + 0 s 4  |
| 4    | John Surtees    | Ferrari        | 1 min 31 s 4 | + 0 s 4  |
| 5    | Richie Ginther  | Honda          | 1 min 31 s 6 | + 0 s 6  |
| 6    | Jack Brabham    | Brabham-Climax | 1 min 32 s 5 | + 1 s 5  |
| 7    | Jochen Rindt    | Cooper-Climax  | 1 min 32 s 9 | + 1 s 9  |
| 8    | Lorenzo Bandini | Ferrari        | 1 min 32 s 9 | + 1 s 9  |
| 9    | Mike Spence     | Lotus-Climax   | 1 min 33 s 0 | + 2 s 0  |
| 10   | Denny Hulme     | Brabham-Climax | 1 min 33 s 1 | + 2 s 1  |
| 11   | Dan Gurney      | Brabham-Climax | 1 min 33 s 1 | + 2 s 1  |
| 12   | Bruce McLaren   | Cooper-Climax  | 1 min 33 s 3 | + 2 s 3  |
| 13   | Frank Gardner   | Brabham-BRM    | 1 min 34 s 4 | + 3 s 4  |
| 14   | Bob Anderson    | Brabham-Climax | 1 min 34 s 6 | + 3 s 6  |
| 15   | Joseph Siffert  | Brabham-BRM    | 1 min 34 s 8 | + 3 s 8  |
| 16   | Masten Gregory  | BRM            | 1 min 35 s 9 | + 4 s 9  |
| 17   | Chris Amon      | Brabham-BRM    | 1 min 36 s 9 | + 5 s 9  |
| 18   | Ian Raby        | Brabham-BRM    | 1 min 37 s 5 | + 6 s 5  |
| 19   | Alan Rollinson  | Cooper-Ford    | 1 min 41 s 1 | + 10 s 1 |
| 20   | Joakim Bonnier  | Brabham-Climax | 1 min 49 s 8 | + 18 s 8 |

### Troisième séance - vendredi 9 juillet (matin)
Le ciel n'est toujours pas dégagé pour la dernière séance d'essais, longue de deux heures et demie, le vendredi matin. Au sein de l'équipe Lotus, Clark dispose maintenant de la voiture avec moteur Climax 32 soupapes, dont l'arbre à cames (cassé lors des essais du Grand prix de France) a été réparé. La voiture qu'il a utilisée la veille va servir de mulet. Chez Brabham, Gurney devait également disposer d'une version 32 soupapes sur sa monoplace, mais il n'a pas été reçu à temps pour pouvoir être utilisé lors de cette session. Ginther se montre une nouvelle fois très à l'aise et améliore son temps de la veille. Surtees (sur la Ferrari à 12 cylindres) et Stewart vont faire aussi bien que l'Américain mais Clark, exploitant au mieux son nouveau moteur, va à son tour boucler une série de tours très rapide et va améliorer de deux dixièmes de secondes le temps réalisé le jeudi par Hill, s'adjugeant la pole position à 186,8 km/h de moyenne. Hill n'a pas cherché la performance et a surtout soigné la mise au point de sa monoplace, mais grâce à son chrono du jeudi, conserve le deuxième temps absolu. Ginther et Stewart compléteront la première ligne de la grille de départ, Surtees, Spence et Gurney se partageant la deuxième.
| Pos. | Pilote          | Écurie         | Temps        | Écart   |
| ---- | --------------- | -------------- | ------------ | ------- |
| 1    | Jim Clark       | Lotus-Climax   | 1 min 30 s 8 |         |
| 2    | Richie Ginther  | Honda          | 1 min 31 s 3 | + 0 s 5 |
| 3    | Jackie Stewart  | BRM            | 1 min 31 s 3 | + 0 s 5 |
| 4    | John Surtees    | Ferrari        | 1 min 31 s 3 | + 0 s 5 |
| 5    | Mike Spence     | Lotus-Climax   | 1 min 31 s 7 | + 0 s 9 |
| 6    | Dan Gurney      | Brabham-Climax | 1 min 31 s 9 | + 1 s 1 |
| 7    | Graham Hill     | BRM            | 1 min 32 s 2 | + 1 s 4 |
| 8    | Denny Hulme     | Brabham-Climax | 1 min 32 s 7 | + 1 s 9 |
| 9    | Bruce McLaren   | Cooper-Climax  | 1 min 32 s 8 | + 2 s 0 |
| 10   | Lorenzo Bandini | Ferrari        | 1 min 32 s 9 | + 2 s 1 |
| 11   | Jack Brabham    | Brabham-Climax | 1 min 33 s 1 | + 2 s 3 |
| 12   | Jochen Rindt    | Cooper-Climax  | 1 min 33 s 3 | + 2 s 5 |
| 13   | Joakim Bonnier  | Brabham-Climax | 1 min 33 s 5 | + 2 s 7 |
| 14   | Innes Ireland   | Lotus-BRM      | 1 min 33 s 6 | + 2 s 8 |
| 15   | Bob Anderson    | Brabham-Climax | 1 min 34 s 1 | + 3 s 3 |
| 16   | Richard Attwood | Lotus-BRM      | 1 min 34 s 3 | + 3 s 5 |
| 17   | Joseph Siffert  | Brabham-BRM    | 1 min 34 s 3 | + 3 s 5 |
| 18   | Chris Amon      | Brabham-BRM    | 1 min 35 s 3 | + 4 s 5 |
| 19   | Ian Raby        | Brabham-BRM    | 1 min 36 s 0 | + 5 s 2 |
| 20   | Masten Gregory  | BRM            | 1 min 37 s 1 | + 6 s 3 |
| 21   | Alan Rollinson  | Cooper-Ford    | 1 min 39 s 0 | + 8 s 2 |

### Tableau final des qualifications
| Pos. | Pilote          | Écurie         | Temps        | Écart    | Commentaire                                    |
| ---- | --------------- | -------------- | ------------ | -------- | ---------------------------------------------- |
| 1    | Jim Clark       | Lotus-Climax   | 1 min 30 s 8 |          | temps réalisé le vendredi matin                |
| 2    | Graham Hill     | BRM            | 1 min 31 s 0 | + 0 s 2  | temps réalisé le jeudi après-midi              |
| 3    | Richie Ginther  | Honda          | 1 min 31 s 3 | + 0 s 5  | temps réalisé le vendredi matin                |
| 4    | Jackie Stewart  | BRM            | 1 min 31 s 3 | + 0 s 5  | temps réalisé le vendredi matin                |
| 5    | John Surtees    | Ferrari        | 1 min 31 s 3 | + 0 s 5  | temps réalisé le vendredi matin                |
| 6    | Mike Spence     | Lotus-Climax   | 1 min 31 s 7 | + 0 s 9  | temps réalisé le vendredi matin                |
| 7    | Dan Gurney      | Brabham-Climax | 1 min 31 s 9 | + 1 s 1  | temps réalisé le vendredi matin                |
| 8    | Jack Brabham    | Brabham-Climax | 1 min 32 s 5 | + 1 s 7  | temps réalisé le jeudi après-midi              |
| 9    | Lorenzo Bandini | Ferrari        | 1 min 32 s 7 | + 1 s 9  | temps réalisé le jeudi matin                   |
| 10   | Denny Hulme     | Brabham-Climax | 1 min 32 s 7 | + 1 s 9  | temps réalisé le vendredi matin                |
| 11   | Bruce McLaren   | Cooper-Climax  | 1 min 32 s 8 | + 2 s 0  | temps réalisé le vendredi matin                |
| 12   | Jochen Rindt    | Cooper-Climax  | 1 min 32 s 9 | + 2 s 1  | temps réalisé le jeudi après-midi              |
| 13   | Frank Gardner   | Brabham-BRM    | 1 min 33 s 4 | + 2 s 6  | temps réalisé le jeudi matin                   |
| 14   | Joakim Bonnier  | Brabham-Climax | 1 min 33 s 5 | + 2 s 7  | temps réalisé le vendredi matin                |
| 15   | Innes Ireland   | Lotus-BRM      | 1 min 33 s 6 | + 2 s 8  | temps réalisé le vendredi matin                |
| 16   | Richard Attwood | Lotus-BRM      | 1 min 33 s 8 | + 3 s 0  | temps réalisé le jeudi matin                   |
| 17   | Bob Anderson    | Brabham-Climax | 1 min 34 s 1 | + 3 s 3  | temps réalisé le vendredi matin                |
| 18   | Joseph Siffert  | Brabham-BRM    | 1 min 34 s 2 | + 3 s 4  | temps réalisé le jeudi matin                   |
| 19   | Chris Amon      | Brabham-BRM    | 1 min 35 s 3 | + 4 s 5  | temps réalisé le vendredi matin                |
| 20   | Masten Gregory  | BRM            | 1 min 35 s 9 | + 5 s 1  | temps réalisé le jeudi après-midi              |
| 21   | Ian Raby        | Brabham-BRM    | 1 min 36 s 0 | + 5 s 2  | temps réalisé le vendredi matin                |
| 22   | Alan Rollinson  | Cooper-Ford    | 1 min 39 s 0 | + 8 s 2  | temps réalisé le vendredi matin - non qualifié |
| 23   | John Rhodes     | Cooper-Climax  | 1 min 39 s 4 | + 8 s 6  | temps réalisé le jeudi matin - non qualifié    |
| 24   | Brian Gubby     | Lotus-Climax   | 1 min 45 s 1 | + 14 s 3 | temps réalisé le jeudi matin - non qualifié    |

## Grille de départ
| 1re ligne | Pos. 4                       |                              | Pos. 3                        |                              | Pos. 2                       |                              | Pos. 1                      |
|           | Stewart BRM 1 min 31 s 3     |                              | Ginther Honda 1 min 31 s 3    |                              | G. Hill BRM 1 min 31 s 0     |                              | Clark Lotus 1 min 30 s 8    |
| 2e ligne  |                              | Pos. 7                       |                               | Pos. 6                       |                              | Pos. 5                       |                             |
|           |                              | Emplacement vide             |                               | Spence Lotus 1 min 31 s 7    |                              | Surtees Ferrari 1 min 31 s 3 |                             |
| 3e ligne  | Pos. 11                      |                              | Pos. 10                       |                              | Pos. 9                       |                              | Pos. 8                      |
|           | McLaren Cooper 1 min 32 s 8  |                              | Hulme Brabham 1 min 32 s 7    |                              | Bandini Ferrari 1 min 32 s 7 |                              | Gurney Brabham 1 min 31 s 9 |
| 4e ligne  |                              | Pos. 14                      |                               | Pos. 13                      |                              | Pos. 12                      |                             |
|           |                              | Bonnier Brabham 1 min 33 s 5 |                               | Gardner Brabham 1 min 33 s 4 |                              | Rindt Cooper 1 min 32 s 9    |                             |
| 5e ligne  | Pos. 18                      |                              | Pos. 17                       |                              | Pos. 16                      |                              | Pos. 15                     |
|           | Siffert Brabham 1 min 34 s 2 |                              | Anderson Brabham 1 min 34 s 1 |                              | Attwood Lotus 1 min 33 s 8   |                              | Ireland Lotus 1 min 33 s 6  |
| 6e ligne  |                              | Pos. 21                      |                               | Pos. 20                      |                              | Pos. 19                      |                             |
|           |                              | Rhodes Cooper 1 min 39 s 4   |                               | Raby Brabham 1 min 36 s 0    |                              | Gregory BRM 1 min 35 s 9     |                             |

- Auteur du dix-huitième temps des essais sur la Brabham de Ian Raby, Chris Amon a décidé de ne pas prendre part à la course. Auteur du vingtième temps, Raby le remplacera et s'élancera en dix-neuvième position.

## Déroulement de la course

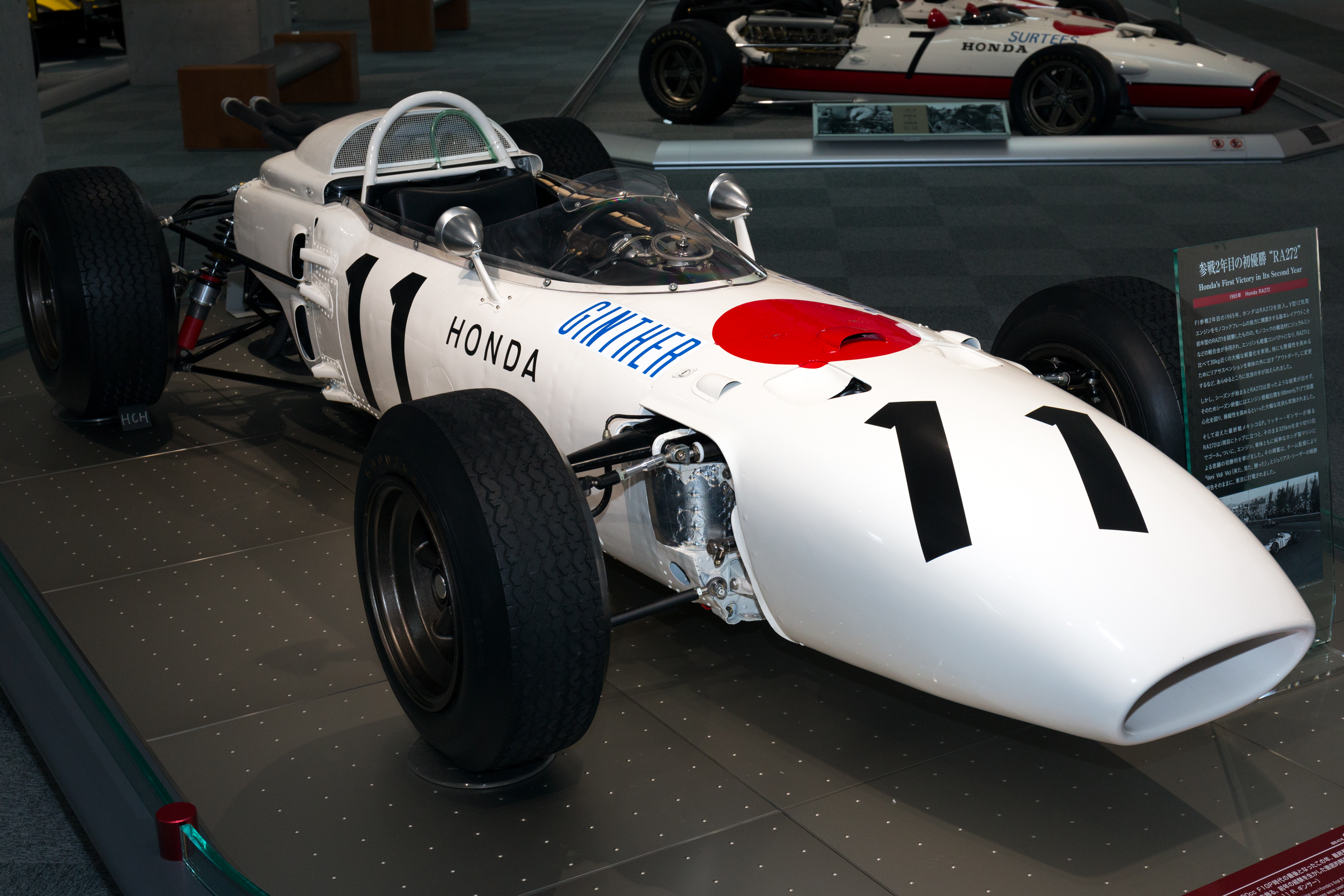
La Honda de Richie Ginther ; le pilote californien s'est emparé du commandement au départ et a mené durant un demi tour.

L'épreuve a lieu le samedi, en début d'après-midi. Il a plu le matin mais la piste a totalement séché. Malgré le temps maussade, cent mille spectateurs sont présents. Les organisateurs ont finalement décidé d'autoriser à partir un pilote supplémentaire et John Rhodes  pourra s'élancer de la dernière ligne au volant de sa Cooper (cette place aurait dû revenir à Alan Rollinson, premier non-qualifié, mais celui-ci a préféré s'abstenir). Lors du tour de reconnaissance, peu avant quatorze heures, le moteur Climax à 32 soupapes de la Brabham de Dan Gurney casse. Sans hésitation aucune, Jack Brabham laisse sa place à son coéquipier et déclare forfait pour la course. Pendant que sa propre monoplace est remisée au stand, Gurney s'installe dans la voiture de son patron, à l'intérieur de la troisième ligne de la grille de départ, une place restant vacante à l'extérieur de la seconde rangée. Au baisser du drapeau, la Honda de Richie Ginther effectue un envol parfait. Le pilote californien prend d'emblée une longueur d'avance sur la  Lotus de Jim Clark et la BRM de Graham Hill et aborde en tête le virage de Copse. Clark ne reste pas longtemps dans les roues de la Honda : à la sortie du virage de Becketts, il passe à l'attaque et déborde la monoplace japonaise dans la ligne droite du hangar. Ginther ne peut résister et lorsqu'il repasse devant les stands le champion écossais a déjà plus d'une seconde d'avance sur l'Américain, qui est en passe de se faire déborder par Hill. Une seconde derrière les trois premiers, la BRM de Jackie Stewart et la Ferrari de John Surtees sont côte-à-côte, la Lotus de Mike Spence menant le reste du peloton. Au cours du deuxième tour, Ginther se fait dépasser par Hill puis par Surtees, ce dernier ne parvenant cependant pas à prendre un avantage décisif sur la Honda que Stewart suit de près. Le rythme est très rapide, Clark et Hill battant successivement de le record de la piste. Après cinq tours, moins dune seconde sépare les deux premiers, qui ont nettement creusé l'écart sur leurs poursuivants, toujours emmenés par Surtees. Hill ne semble pas en mesure d'attaquer la Lotus de tête, qui va prendre quelques longueurs d'avance, l'écart entre les deux premiers se stabilisant ensuite à trois secondes, tandis que le groupe des poursuivants, emmené par Surtees et Ginther, perd régulièrement du terrain sur eux. Au treizième tour, Ginther parvient à déborder la Ferrari pour s'emparer de la troisième place, mais peu après le moteur de la Honda perd de sa puissance et le pilote californien va laisser passer Surtees et Spence avant d'effectuer un long arrêt à son stand pour tenter de remédier à des ennuis d'allumage, perdant le bénéfice de son beau début de course. Il reprendra la piste cinq minutes plus tard mais renoncera peu après, le problème persistant. On est alors au quart de la course et Clark a désormais cinq secondes d'avance sur Hill et dix-huit sur Surtees. À seulement deux secondes du champion du monde, Stewart et Spence bataillent pour la quatrième place, quelques centaines de mètres devant la Brabham de Denny Hulme, bien plus à l'aise que son coéquipier Gurney, très mal installé dans la monoplace que lui a cédée son patron : beaucoup plus grand que l'Australien, il n'est pas abrité par le saute-vent et a dû plaquer un mouchoir sur sa bouche pour se protéger de l'air qui lui fouette le visage ! Il n'occupe que le neuvième rang derrière les deux Cooper de Bruce McLaren et Jochen Rindt et sera bientôt dépassé par la Brabham privée de Joakim Bonnier.
Hill éprouve des difficultés avec son système de freinage : il est obligé de «pomper» pour maintenir la pression hydraulique et Clark en profite pour augmenter graduellement son avance. Spence, qui se faisait de plus en plus pressant derrière Stewart, parvient à dépasser le pilote écossais au cours du vingt-quatrième tour, revenant ensuite très rapidement sur Surtees. Au trentième tour, alors que Hulme, batterie déchargée après la casse de la courroie d'alternateur, abandonne, Clark possède plus de neuf secondes sur Hill et vingt-huit sur Surtees et Spence, qui se disputent âprement la troisième place. Stewart les suit de près ; nettement plus loin, McLaren occupe désormais le sixième rang, alors que son coéquipier Rindt, après avoir effectué un tête-à-queue, a rétrogradé en neuvième position, à bonne distance de Bonnier et Gurney qui roulent roues dans roues. Toujours en difficulté avec ses freins, Hill perd maintenant près d'une seconde au tour sur Clark, si bien qu'à la mi-course le champion écossais a porté son avance à dix-sept secondes. Toujours en pleine bagarre pour la troisième place, Surtees et Spence ont échangé à plusieurs reprises leurs positions et ont distancé Stewart. McLaren est toujours sixième, mais commence à avoir des ennuis avec sa boîte de vitesses et le duo Bonnier/Gurney remonte rapidement sur lui. La victoire ne semble plus pouvoir échapper à Clark et seules les batailles pour les places d'honneur tiennent le public en haleine. Spence parvient une nouvelle fois à prendre l'avantage sur Surtees mais le champion du monde va réussir à reprendre son rang un tour plus tard et va dès lors défendre avec acharnement sa position. McLaren se fait bientôt dépasser par Bonnier et Gurney, toujours soudés l'un à l'autre. Le Néo-Zélandais va peu après stopper à son stand pour tenter de faire réparer sa boîte, en vain ; il reprendra tout de même la piste, très attardé. L'inquiétude gagne le clan Lotus lorsque le moteur de la voiture de tête commence à ratatouiller à pleine charge, à cause d'un problème d'injection. Malgré cette perte de puissance, Clark continue néanmoins à accroître son avance sur Hill, qui toujours perturbé par ses problèmes de freins, ne prend aucun risque. Aux trois quarts de l'épreuve l'écart entre les deux premiers dépasse la demi-minute, il va culminer à trente-six secondes avant que le stand BRM ne demande à Hill de passer à l'offensive. Le Britannique va dès lors donner le maximum et, malgré ses ennuis, aligner des tours très rapides. Son retard diminue rapidement alors que Clark, alerté par une pression d'huile en forte baisse, est maintenant amené de couper le contact dans les virages pour minimiser les pertes de lubrifiant et préserver ses chances de victoire. À dix tours de la fin, vingt-cinq secondes séparent encore les deux premiers mais, Hill reprenant deux à trois secondes par boucle, le suspense est à son comble. Derrière, Surtees a parfaitement géré le dépassé des attardés et Spence a perdu le contact avec la Ferrari. Stewart est toujours isolé en cinquième position tandis que Gurney a définitivement pris l'avantage sur Bonnier. À l'amorce du dernier tour, Clark ne compte plus que six secondes d'avance sur son adversaire. Malgré une dernière boucle à la moyenne record de 183,9 km/h, Hill va échouer à plus de trois secondes de Clark, qui remporte sa quatrième victoire consécutive et conforte sa place en tête du championnat du monde. Surtees, qui pilotait pour la première fois la Ferrari à douze cylindres, termine troisième devant Spence et Stewart. Sixième à plus d'un tour du vainqueur, Gurney marque son premier point de la saison au terme d'une course difficile.

### Classements intermédiaires
Classements intermédiaires des monoplaces aux premier, deuxième, cinquième, dixième, quinzième, vingtième, trentième, quarantième, cinquantième, soixantième et soixante-dixième tours.

### Classement de la course

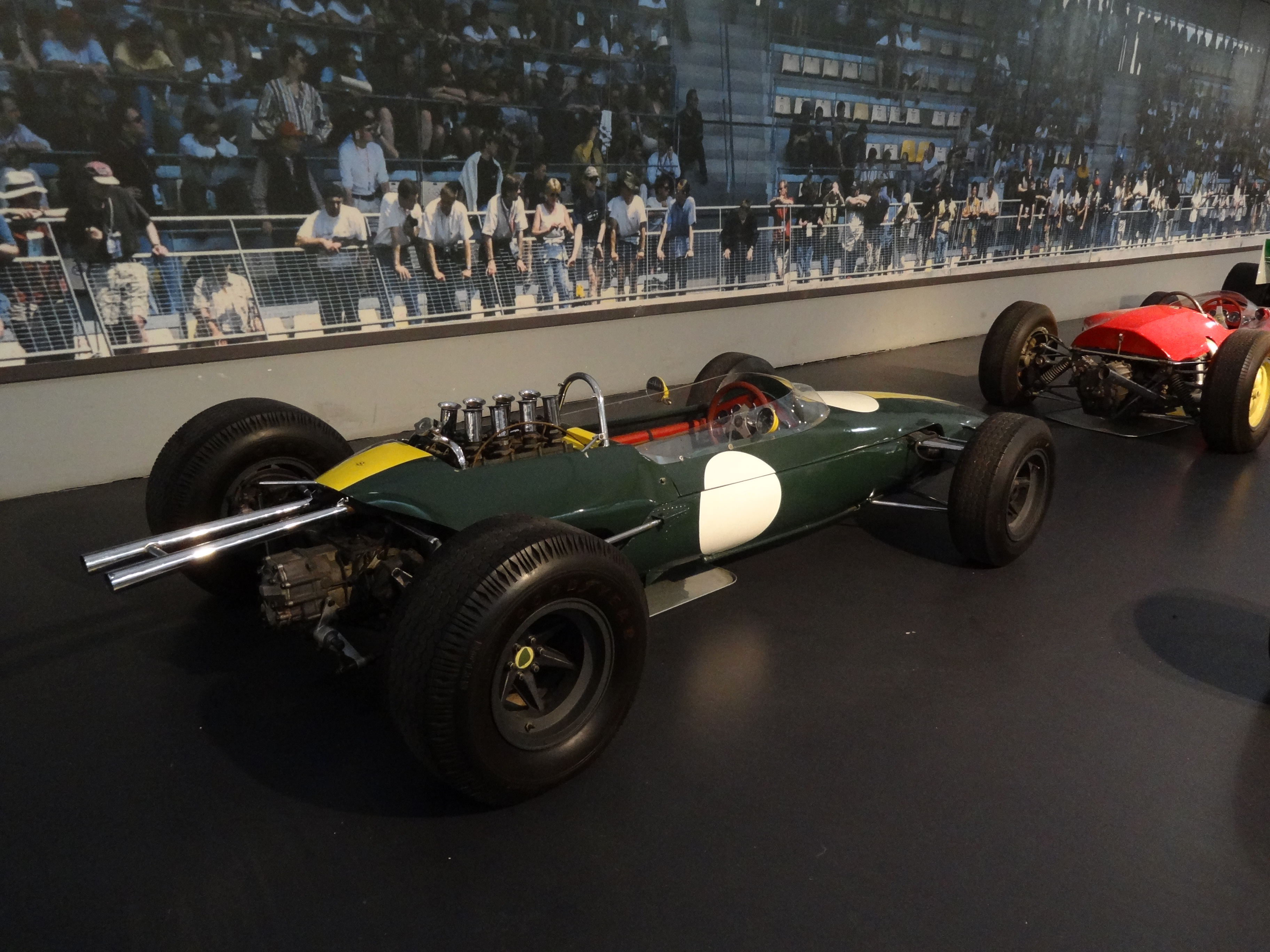
Une Lotus 33 semblable à la voiture victorieuse de Jim Clark.

| Pos  | N° | Pilote          | Écurie         | Tours | Temps/Abandon                      | Grille | Points |
| ---- | -- | --------------- | -------------- | ----- | ---------------------------------- | ------ | ------ |
| 1    | 5  | Jim Clark       | Lotus-Climax   | 80    | 2 h 05 min 25 s 4                  | 1      | 9      |
| 2    | 3  | Graham Hill     | BRM            | 80    | 2 h 05 min 28 s 6 (+ 3 s 2)        | 2      | 6      |
| 3    | 1  | John Surtees    | Ferrari        | 80    | 2 h 05 min 53 s 0 (+ 27 s 6)       | 5      | 4      |
| 4    | 6  | Mike Spence     | Lotus-Climax   | 80    | 2 h 06 min 05 s 0 (+ 39 s 6)       | 6      | 3      |
| 5    | 4  | Jackie Stewart  | BRM            | 80    | 2 h 06 min 40 s 0 (+ 1 min 14 s 6) | 4      | 2      |
| 6    | 7  | Dan Gurney      | Brabham-Climax | 79    | 2 h 05 min 37 s 6 (+ 1 tour)       | 7      | 1      |
| 7    | 15 | Jo Bonnier      | Brabham-Climax | 79    | 2 h 06 min 19 s 8 (+ 1 tour)       | 14     |        |
| 8    | 17 | Frank Gardner   | Brabham-BRM    | 78    | 2 h 05 min 38 s 4 (+ 2 tours)      | 13     |        |
| 9    | 16 | Jo Siffert      | Brabham-BRM    | 78    | 2 h 05 min 54 s 8 (+ 2 tours)      | 18     |        |
| 10   | 9  | Bruce McLaren   | Cooper-Climax  | 77    | 2 h 05 min 25 s 4 (+ 3 tours)      | 11     |        |
| 11   | 24 | Ian Raby        | Brabham-BRM    | 73    | 2 h 06 min 20 s 2 (+ 7 tours)      | 20     |        |
| 12   | 12 | Masten Gregory  | BRM            | 70    | 2 h 06 min 35 s 4 (+ 10 tours)     | 19     |        |
| 13   | 22 | Richard Attwood | Lotus-BRM      | 63    | 2 h 06 min 06 s 0 (+ 17 tours)     | 16     |        |
| 14   | 10 | Jochen Rindt    | Cooper-Climax  | 62    | Moteur                             | 12     |        |
| Abd. | 23 | Innes Ireland   | Lotus-BRM      | 41    | Moteur                             | 15     |        |
| Abd. | 20 | John Rhodes     | Cooper-Climax  | 38    | Allumage                           | 21     |        |
| Abd. | 18 | Bob Anderson    | Brabham-Climax | 33    | Boîte de vitesses                  | 17     |        |
| Abd. | 14 | Denny Hulme     | Brabham-Climax | 29    | Alternateur                        | 10     |        |
| Abd. | 11 | Richie Ginther  | Honda          | 26    | Injection                          | 3      |        |
| Abd. | 2  | Lorenzo Bandini | Ferrari        | 2     | Moteur                             | 9      |        |
| Np.  | 7  | Jack Brabham    | Brabham-Climax | 0     | Non partant                        | 8      |        |
| Np.  | 24 | Chris Amon      | Brabham-BRM    |       | non partant                        |        |        |
| Nq.  | 25 | Alan Rollinson  | Cooper-Ford    |       | Non qualifié                       |        |        |
| Nq.  | 26 | Brian Gubby     | Lotus-Climax   |       | Non qualifié                       |        |        |

Légende :
- Abd.= Abandon

### Pole position et record du tour
- Pole position :  Jim Clark (Lotus) en 1 min 30 s 8 (vitesse moyenne : 186,780 km/h). Temps réalisé lors de la séance d'essais du vendredi 9 juillet[1].
- Meilleur tour en course :  Graham Hill (BRM) en 1 min 32 s 2 (vitesse moyenne : 183,944 km/h) au quatre-vingtième tour.

### Évolution du record du tour en course
Le meilleur tour fut amélioré quatre fois au cours de l'épreuve.

### Tours en tête
- Jim Clark : 80 tours (1-80)

## Classement général à l'issue de la course
- Attribution des points : 9, 6, 4, 3, 2, 1 respectivement aux six premiers de chaque épreuve.
- Pour la coupe des constructeurs, même barème et seule la voiture la mieux classée de chaque équipe inscrit des points.
- Seuls les six meilleurs résultats sont comptabilisés.
- Le règlement permet aux pilotes de se relayer sur une même voiture, les points éventuellement acquis étant alors perdus pour pilotes et constructeur
- Sur onze manches qualificatives prévues pour le championnat du monde 1965, dix ont été maintenues au calendrier, les organisateurs du Grand Prix d'Autriche (programmé le 22 août) ayant pris en février la décision d'annuler l'épreuve[19].

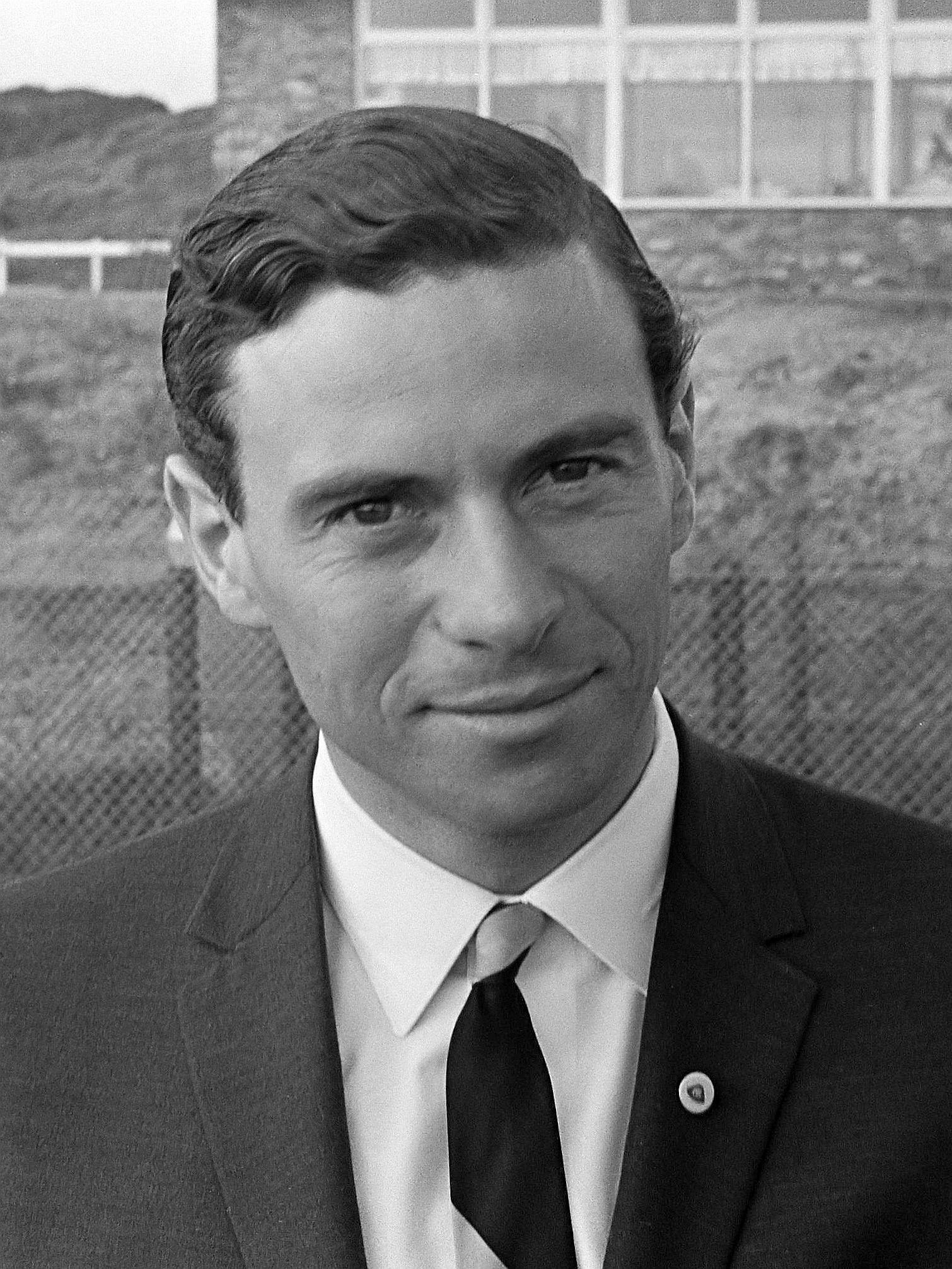
À mi-saison, Jim Clark a pris une sérieuse option sur le titre mondial 1965.

| Pos. | Pilote          | Écurie  | Points | AFS | MON | BEL | FRA | GBR | NL | ALL | ITA | USA | MEX |
| ---- | --------------- | ------- | ------ | --- | --- | --- | --- | --- | -- | --- | --- | --- | --- |
| 1    | Jim Clark       | Lotus   | 36     | 9   | -   | 9   | 9   | 9   |    |     |     |     |     |
| 2    | Graham Hill     | BRM     | 23     | 4   | 9   | 2   | 2   | 6   |    |     |     |     |     |
| 3    | Jackie Stewart  | BRM     | 19     | 1   | 4   | 6   | 6   | 2   |    |     |     |     |     |
| 4    | John Surtees    | Ferrari | 17     | 6   | 3   | -   | 4   | 4   |    |     |     |     |     |
| 5    | Bruce McLaren   | Cooper  | 8      | 2   | 2   | 4   | -   | -   |    |     |     |     |     |
| 6    | Lorenzo Bandini | Ferrari | 6      | -   | 6   | -   | -   | -   |    |     |     |     |     |
|      | Mike Spence     | Lotus   | 6      | 3   | -   | -   | -   | 3   |    |     |     |     |     |
| 8    | Jack Brabham    | Brabham | 3      | -   | -   | 3   | -   | -   |    |     |     |     |     |
|      | Denny Hulme     | Brabham | 3      | -   | -   | -   | 3   | -   |    |     |     |     |     |
| 10   | Joseph Siffert  | Brabham | 2      | -   | 1   | -   | 1   | -   |    |     |     |     |     |
| 11   | Richie Ginther  | Honda   | 1      | -   | -   | 1   | -   | -   |    |     |     |     |     |
|      | Dan Gurney      | Brabham | 1      | -   | -   | -   | -   | 1   |    |     |     |     |     |

| Pos. | Écurie         | Points | AFS | MON | BEL | FRA | GBR | NL | ALL | ITA | USA | MEX |
| ---- | -------------- | ------ | --- | --- | --- | --- | --- | -- | --- | --- | --- | --- |
| 1    | Lotus-Climax   | 36     | 9   | -   | 9   | 9   | 9   |    |     |     |     |     |
| 2    | BRM            | 31     | 4   | 9   | 6   | 6   | 6   |    |     |     |     |     |
| 3    | Ferrari        | 20     | 6   | 6   | -   | 4   | 4   |    |     |     |     |     |
| 4    | Cooper-Climax  | 8      | 2   | 2   | 4   | -   | -   |    |     |     |     |     |
| 5    | Brabham-Climax | 7      | -   | -   | 3   | 3   | 1   |    |     |     |     |     |
| 6    | Brabham-BRM    | 2      | -   | 1   | -   | 1   | -   |    |     |     |     |     |
| 7    | Honda          | 1      | -   | -   | 1   | -   | -   |    |     |     |     |     |

## À noter
- 17e victoire en championnat du monde pour Jim Clark.
- 22e victoire en championnat du monde pour Lotus en tant que constructeur.
- 38e victoire en championnat du monde pour Climax en tant que motoriste.
- 1er et unique Grand Prix de championnat du monde pour John Rhodes.
- 1res et uniques tentatives en championnat du monde pour Brian Gubby (non qualifié) et Alan Rollinson (non partant).